# Thomás Chacón
Thomás Chacón Yona (Palmitas, Soriano; 17 de agosto de 2000) es un futbolista uruguayo. Juega de centrocampista en el Bellinzona de Suiza.

## Trayectoria
Llegó a las inferiores del Danubio en 2014 y debutó con el primer equipo el 23 de noviembre de 2017 en el empate 2-2 ante El Tanque Sisley.
En agosto de 2019 el Minnesota United de la Major League Soccer fichó al centrocampista a cambio de 2.25 millones de dólares.
Dejó el club el 26 de enero de 2022.

## Selección nacional
Es internacional por Uruguay en categorías juveniles.
Con la categoría sub-20, Chacón hace su debut el 25 de mayo de 2018, en la derrota de su selección frente a la selección sub-19 de Hungría, con un resultado 1-2 a favor de los húngaros.

## Estadísticas
| Club       | País           | Año         | PJ | G |
| ---------- | -------------- | ----------- | -- | - |
| Danubio    | Uruguay        | 2017 - 2019 | 20 | 2 |
| Minnesota  | Estados Unidos | 2020        | 6  | 0 |
| Liverpool  | Uruguay        | 2021        | 23 | 2 |
| Bellinzona | Suiza          | 2022 - Act. | 33 | 3 |